# Aïn Fekan
Aïn Fekan (em árabe: عين فكان) é uma cidade e comuna localizada na província de Mascara, Argélia. Segundo o censo de 2008, a população total da cidade era de 11 862 habitantes.